# Entreprise familiale

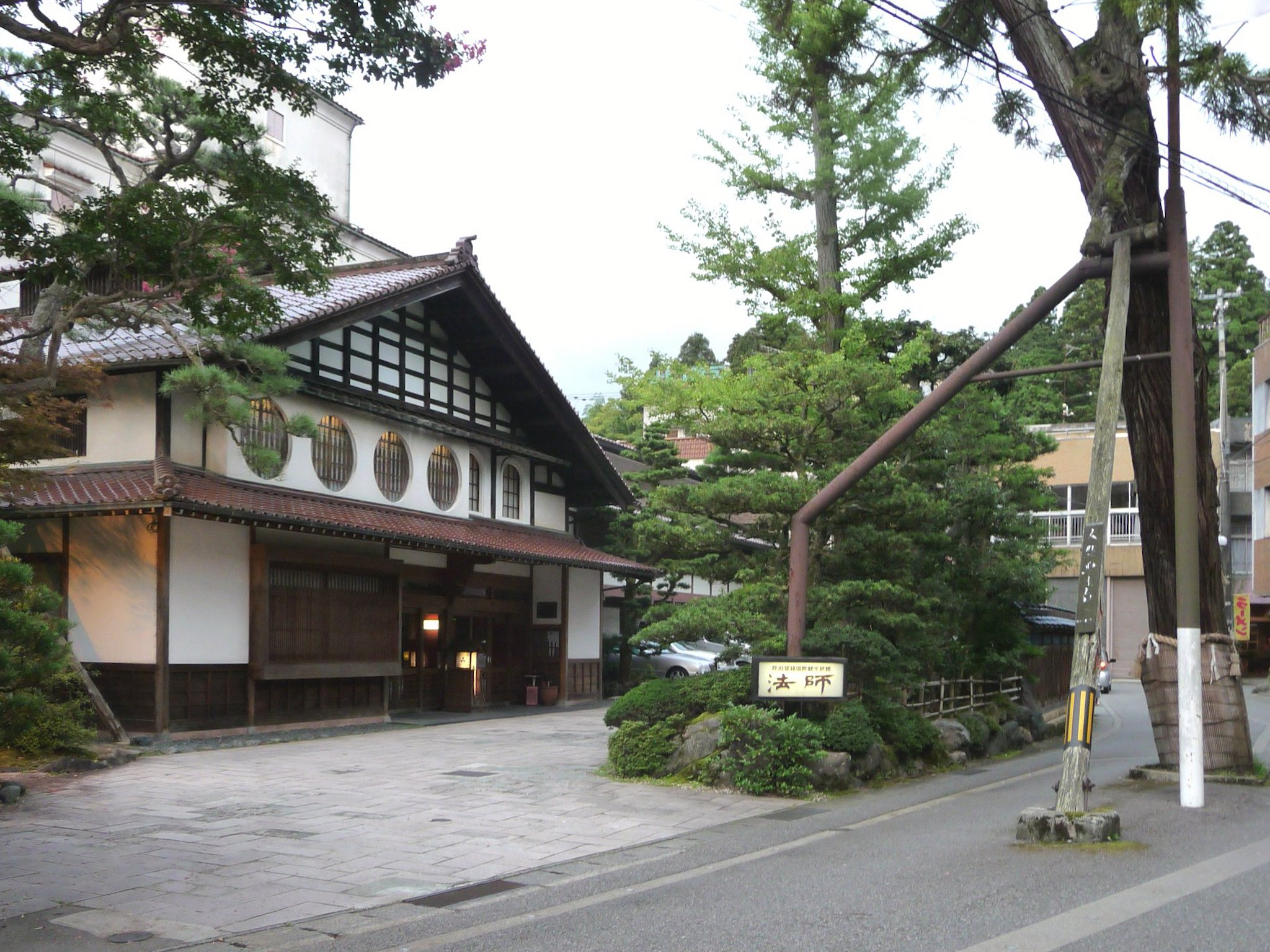
Le Hōshi ryokan, au Japon, plus vieille entreprise familiale - et plus vieil hôtel - du monde.

Une entreprise familiale est une entreprise dont le pouvoir décisionnel (sa gouvernance) est détenu majoritairement par une ou plusieurs familles fondatrices.
Cela n'empêche néanmoins pas que le capital familial soit ouvert à la bourse, à des investisseurs financiers, quand au fil des générations, il y a eu des rachats de titres cofinancés par les banques et/ou des capitaux investisseurs.
Les actionnaires d'entreprises patrimoniales sont en majorité des individus privés ou des familles qui possèdent des capitaux investis dans un patrimoine productif, et ont développé une stratégie patrimoniale de fructification de ces capitaux. À noter qu'il n'existe pas en France de statut légal d'entreprise familiale.

## Chiffres
En 2014, les deux tiers des entreprises dans le monde étaient familiales. Ce chiffre est de 83 % en France, en 2016.
Selon la commission européenne, les entreprises familiales représentent plus de 60 % des entreprises européennes, petites et grandes, et procurent 40 à 50 % des emplois.
En France, seules 1 400 entreprises familiales auraient plus de 100 ans.

## Définition
Un groupe d'expert de la commission européenne a proposé la définition en plusieurs points suivante pour qualifier les entreprises familiales : 
- la majorité des pouvoirs décisionnels est détenue par la ou les personnes physiques ayant fondé la société ou ayant acquis son capital social, ou est détenue par son conjoint, ses parents, son enfant ou l’héritier direct de son enfant,
- la majorité des pouvoirs décisionnels est constituée de manière directe ou indirecte,
- au moins un représentant de la famille ou de ses membres est officiellement investi de la direction et du contrôle de la société,
- une société cotée répond à la définition de l’entreprise familiale lorsque la personne ayant fondé la société ou ayant acquis son capital social, ou bien sa famille ou ses descendants, détient 25 % des pouvoirs décisionnels du fait de la hauteur de sa participation au capital social.

Le même groupe d'expert insiste sur le fait que cette définition est un point de départ pour comprendre la spécificité de l'entreprise familiale mais ne prend pas assez en compte le caractère « multi-générationnel » de l'entreprise. En effet, l’une des caractéristiques essentielles du capitalisme familial est sa capacité à s’inscrire dans le temps avec un souhait de pérennité et souvent de transmission intergénérationnelle.

## Histoire
En dehors de Paris, les régions où l'on retrouve des sujets d'entreprises patrimoniales sont le Nord, Rhône-Alpes, la Bretagne, le Bordelais et l'Est.
.
La plus vieille entreprise familiale du monde est l'hôtel Hoshi Ryokan, fondé en 717 dans la ville de Komatsu. Jusqu'en 2006, c'était Kongō Gumi, un constructeur de temples remontant à 578, qui s'est fait racheter par Takamatsu Corporation. En Europe, la société italienne Beretta remonte à 1526 et appartient à la même famille depuis le XVIe siècle.

## Approche fiscale
En France, les points de repère principaux sont les sujets de transmission intrafamiliale (ou non), par les effets notamment du pacte Dutreil, mais aussi des formes sociétaires  telles que les SARL de famille, les sociétés civiles, de société en commandite par actions, les holdings dites "familiales" ou "patrimoniales", etc.
Il est estimé en France que seulement 22 % des PME familiales sont transmises à la génération suivante au sein de la famille  (contre 51 % en Allemagne et plus de 80 % en Italie).

## Visibilité
Une association "Les Hénokiens" regroupe des entreprises familiales internationales pérennes depuis plus de deux siècles.
En bourse, Euronext a lancé en février 2017 un indice centré sur les entreprises familiales.
Les entreprises familiales centenaires (EFC) ne sont plus que 1 500 en France. Ce sont essentiellement des PME et TPE (85 % ont un chiffre d'affaires inférieur à 10 millions d'euros) mais on trouve également quelques très grosses entreprises. En 2007 a été créé le label EFC qui a pour objectif de permettre à ces entreprises de se différencier de celles, qui bien que centenaires, n'appartiennent plus à la famille fondatrice.